# Carol Day
Carol Day is een Britse stripreeks, getekend en geschreven door David Wright. Deze strip begon op 10 september 1956 in de krant Daily Mail. Nadat Wright in 1967 was overleden, werd de strip voortgezet door Kenneth Inns. In 1971 stopte de publicatie van Carol Day in de Daily Mail. Vanaf 1972 tot 1975 liep de strip in de Sunday Express. Deze strip werd ook vertaald in het Frans en verscheen in Le Parisien Libéré vanaf 1959.

## Inhoud
Carol Day is een jonge, knappe blondine die werkt als mannequin in Londen. Zij beweegt zich in de hogere kringen, met elegante personages in haute-couturejurken. Carol Day heeft talrijke aanbidders, wat zorgt voor romantische verwikkelingen. Daarnaast zijn er verhaallijnen rond misdaden.